# Dilar pallidus
Dilar pallidus is een insect uit de familie van de Dilaridae, die tot de orde netvleugeligen (Neuroptera) behoort. 
Dilar pallidus is voor het eerst wetenschappelijk beschreven door Nakahara in 1955.